# Moi je lis
Moi Je Lis est un magazine français pour enfants, édité par Milan Presse, filiale du groupe Bayard Presse. Il a également été publié sous le titre Diabolo. Actuellement, il est connu sous le titre Mordelire (stylisé : MordeLIRE).